# Cis-3-Hexèn-1-ol
Le cis-3-hexèn-1-ol, également connu sous le nom de (Z)-hex-3-èn-1-ol, est un liquide huileux incolore avec une odeur intense d'herbe et de feuilles fraîchement coupées. Il est produit en petites quantités par la plupart des plantes et agit comme un attractif pour de nombreux insectes prédateurs. Le cis-hex-3-èn-1-ol est un composé odorant très important qui est utilisé dans les parfums. La production annuelle est d'environ trente tonnes.[Où ?]
Le cis-3-hexèn-1-ol est un alcool primaire et ses esters sont également des matières premières importantes pour l'élaboration d'arômes et de parfums. L'aldéhyde apparenté cis-3-hexènal a une odeur similaire qui est plus intense.
Ce composé a été reconnu[Par qui ?] comme un composé sémiochimique impliqué dans les mécanismes et les comportements d'attraction chez divers animaux tels que les insectes et les mammifères. Cependant, il n'existe aucune preuve scientifique de ses effets aphrodisiaques chez l'humain.

## Occurrence
Le cis-3-hexèn-1-ol est présent dans une grande variété de plantes, dont le raisin, le kiwi, la tomate et le maïs.

## Production
Il est extrait à partir d'huiles essentielles.

## Perception de l'odeur chez l'humain
Une paire de deux polymorphismes mononucléotidiques, tous deux dans le gène du récepteur d'odeur OR2J3, réduit fortement la sensibilité à cet odorant.